# Hrabství Artois
Hrabství Artois (francouzsky comté d'Artois, nizozemsky graafschap Artesië) bylo karolinské hrabství (comitatus) v severní Francii, od 15. století také stát Svaté říše římské. Za časů starověkého Říma náleželo území Artois k římským provinciím Gallia Belgica a Dolní Germánie a bylo obýváno keltskými kmeny až do doby, kdy je vytlačili Germáni a zbavili zemi římské vlády.
Hrabství leží v dnešní severní Francii na hranicích s Belgií. Území zabírá kolem 4 000 km2 a má přibližně jeden milion obyvatel. Hlavními centry hrabství jsou města Arras (nizozemsky Atrecht), Calais (Kales), Boulogne-sur-Mer (Bonen), Saint-Omer (Sint-Omaars), Lens a Béthune. Dnešní Artois tvoří součást departementu Pas-de-Calais.

## Historie
Hrabství Artois bylo založeno hrabětem Odalricem z Artois a později bylo kolem roku 898 připojeno k Flanderskému hrabství hrabětem Balduinem II. a poté Arnulfem I. Flanderským. Nové teritoriální knížectví bylo zřízeno rozdělením Flanderského hrabství, když Filip I. Flanderský daroval Artois jako věno své neteři Isabele Henegavské, když se vdávala za francouzského krále Filipa II.
Smlouva z Guînes pocházející z roku 1212 předala město Aire-sur-la-Lys, Saint-Omer a Guînes Filipu II. Zbytek panství byl získán pro francouzskou korunu po porážce Vlámů v bitvě u Bouvines roku 1214 a uzavření smlouvy z Melunu roku 1226. Hrabství se poté stalo lénem Roberta I. z Artois, syna krále Ludvíka VII.

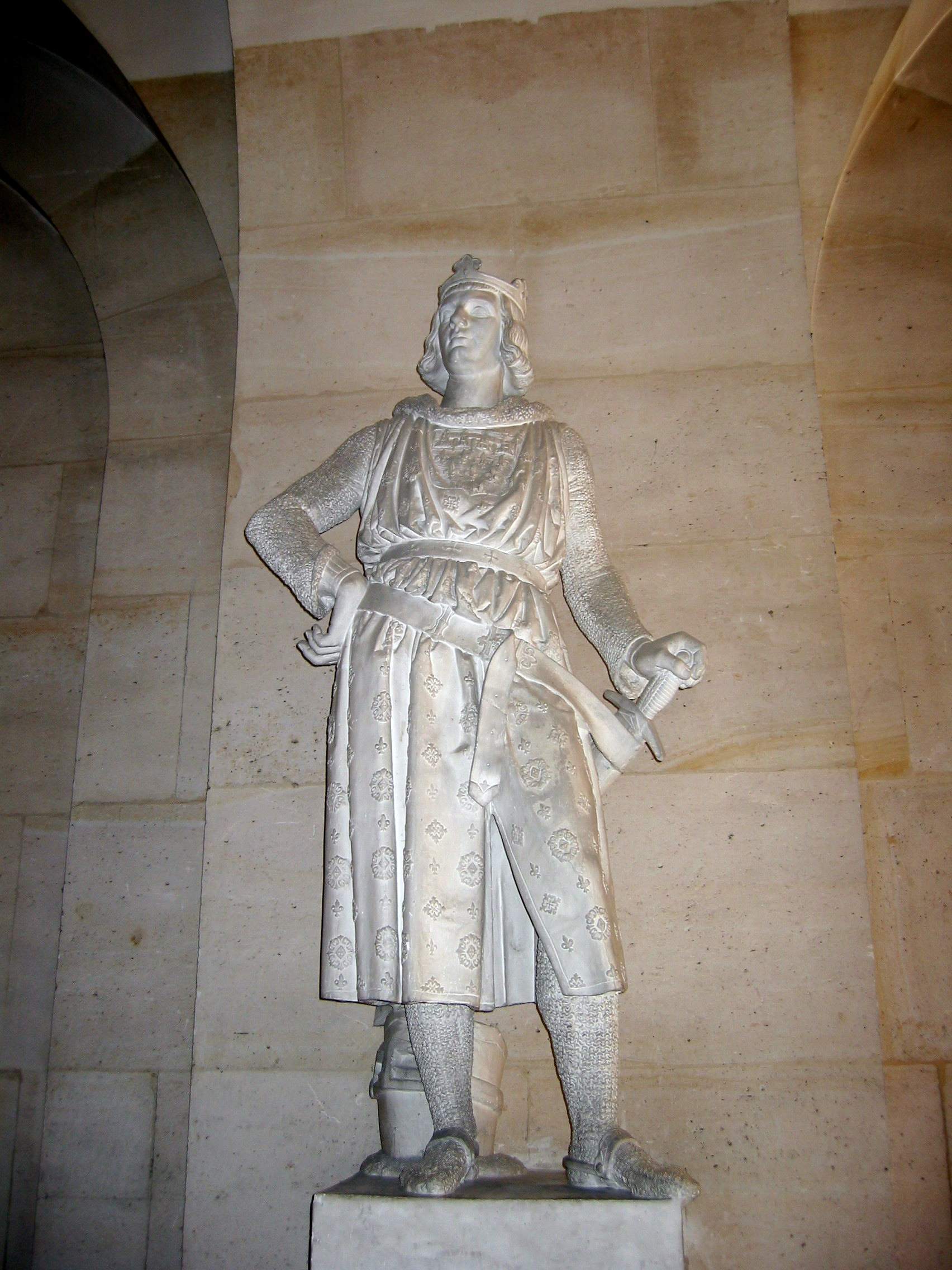
Robert III. z Artois

Po smrti hraběte Roberta II. v bitvě o zlaté ostruhy roku 1302 se rozhořel spor o nástupnictví mezi dcerou Roberta II. Mahaut z Artois a jejím synovcem Robertem, který si nárokoval hrabství po svém otci Filipovi (zemřel na následky zranění v bitvě u Furnes roku 1298). Rozsudek sporu byl nakonec vynesen ve prospěch Mahaut z Artois.
Po smrti Mahaut roku 1329 hrabství přešlo na její dceru Johanu a jejího manžela Otu IV. Francouzská královna (vdova po Filipu V.) Johana po své smrti roku 1330 zanechala hrabství své nejstarší dceři Johaně III., manželce Oda IV. Burgundského.
Po smrti Johany III. a Odova vnuka Filipa I. roku 1361 se Artois navrátilo druhé dceři Johany, Markétě Burgundské a po smrti Markéty jejímu synovi, Ludvíku II. Flanderskému. Ludvíkova dcera, Markéta III. Flanderská se roku 1369 provdala za Filipa Smělého.
Se smrtí Ludvíka II. se Artois stalo částí rozsáhlého komplexního panství burgundského. Když se vlády zmocnil král Ludvík XI., tak v Artois dosadil svého majordoma a roku 1482 bylo oficiálně smlouvou z Arrasu hrabství postoupeno králi. Roku 1493 díky smlouvě ze Senlis Artois přešlo na Habsburky. Francii se Artois vrátilo až roku 1659 v rámci Pyrenejské dohody a stalo se titulárním hrabství francouzských peerů. Později nejvýznačnějším z nich byl budoucí král Karel X.